# Astraptes fulgerator
Astraptes fulgerator là một loài bướm trong chi Astraptes. Loài này phân bố khắp châu Mỹ, từ miền nam Hoa Kỳ đến miền bắc Argentina.
Loài này con trưởng thành trông khá giống nhau. Chúng là những con bướm có kích thước trung bình với hình dạng cánh điển hình của nhóm này. Phía trên là màu đen.
Sâu bướm và nhộng có nhiều màu và kiểu màu, con sâu bướm ăn nhiều loài thức ăn khác nhau.

## Hình ảnh

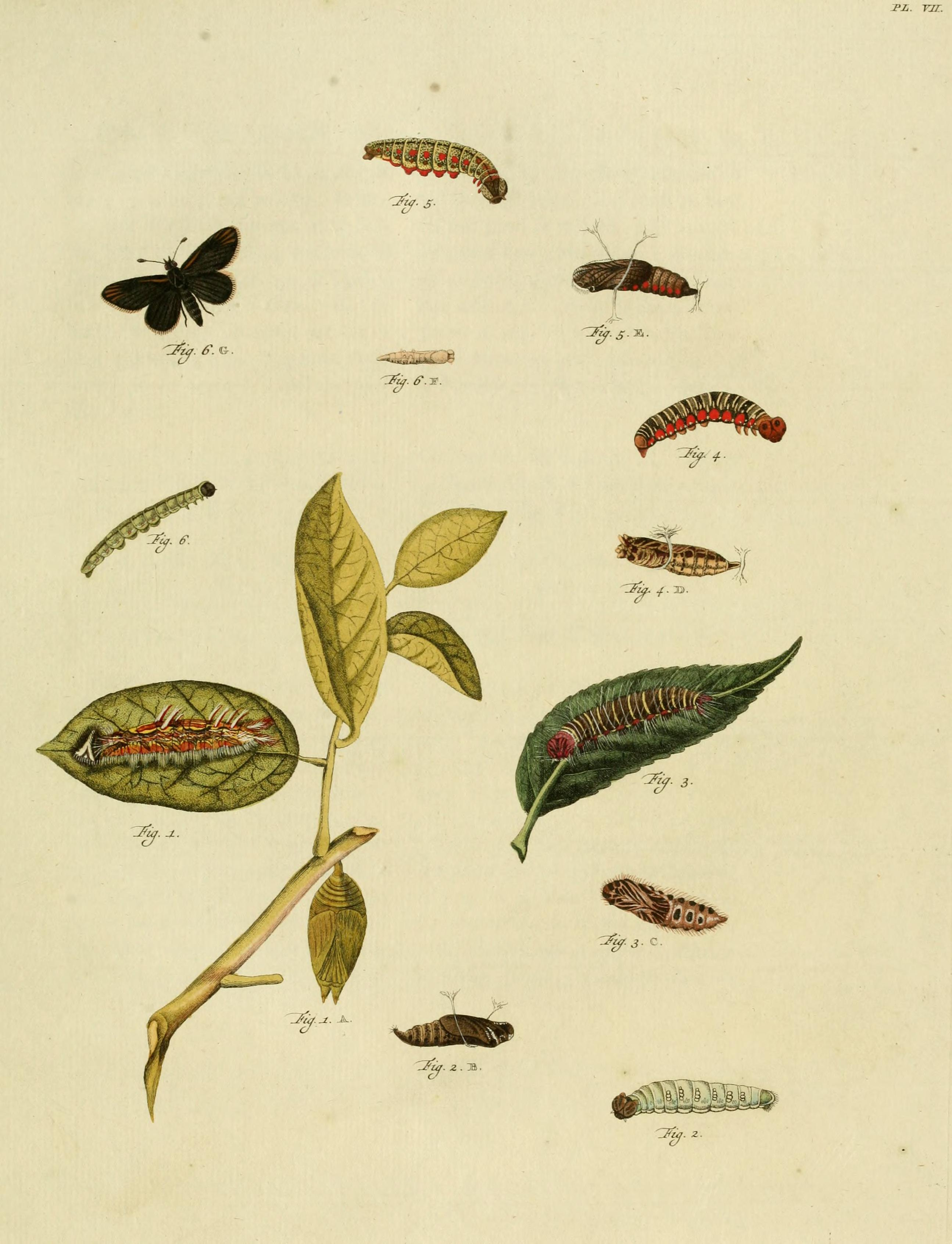
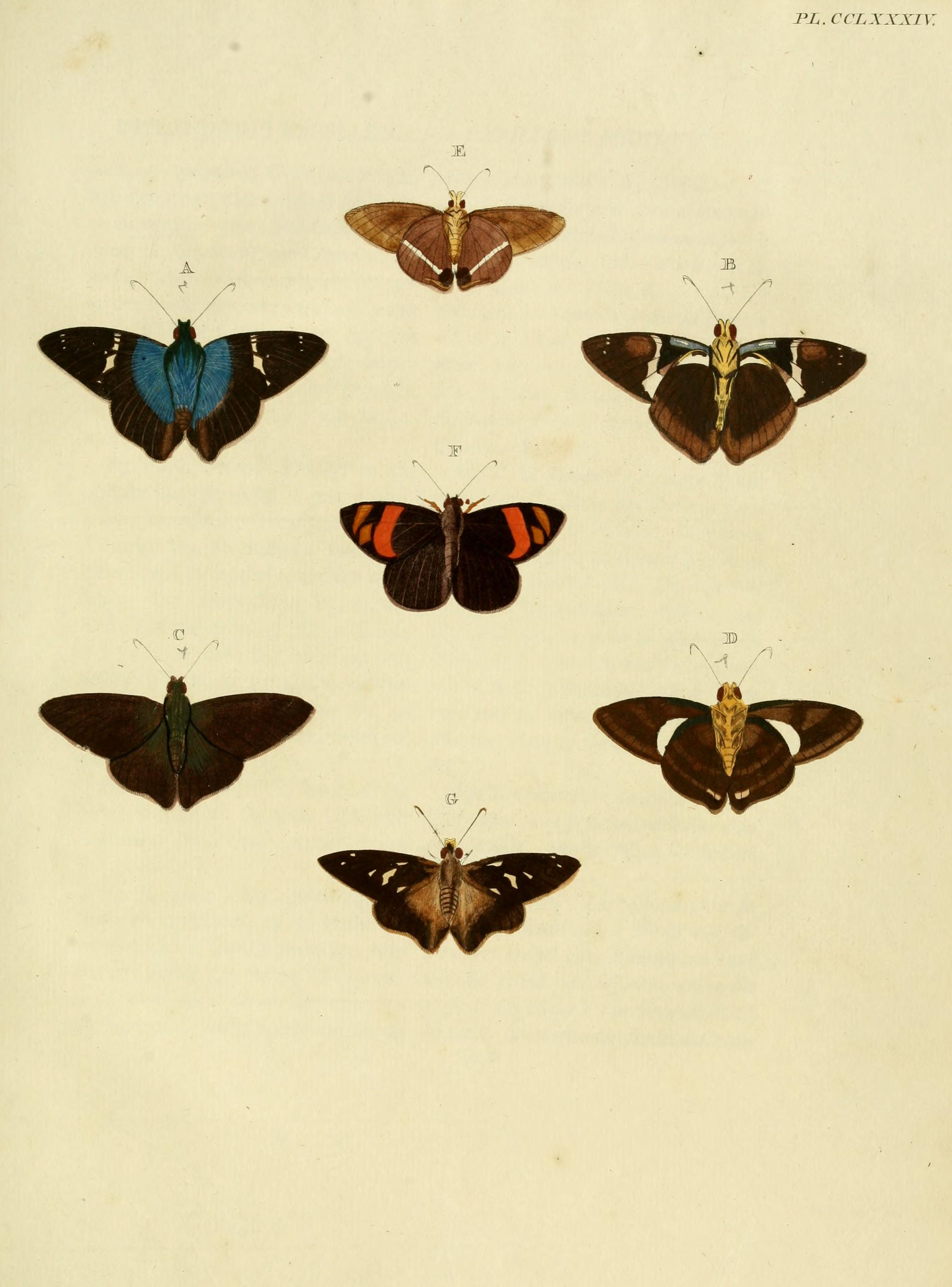
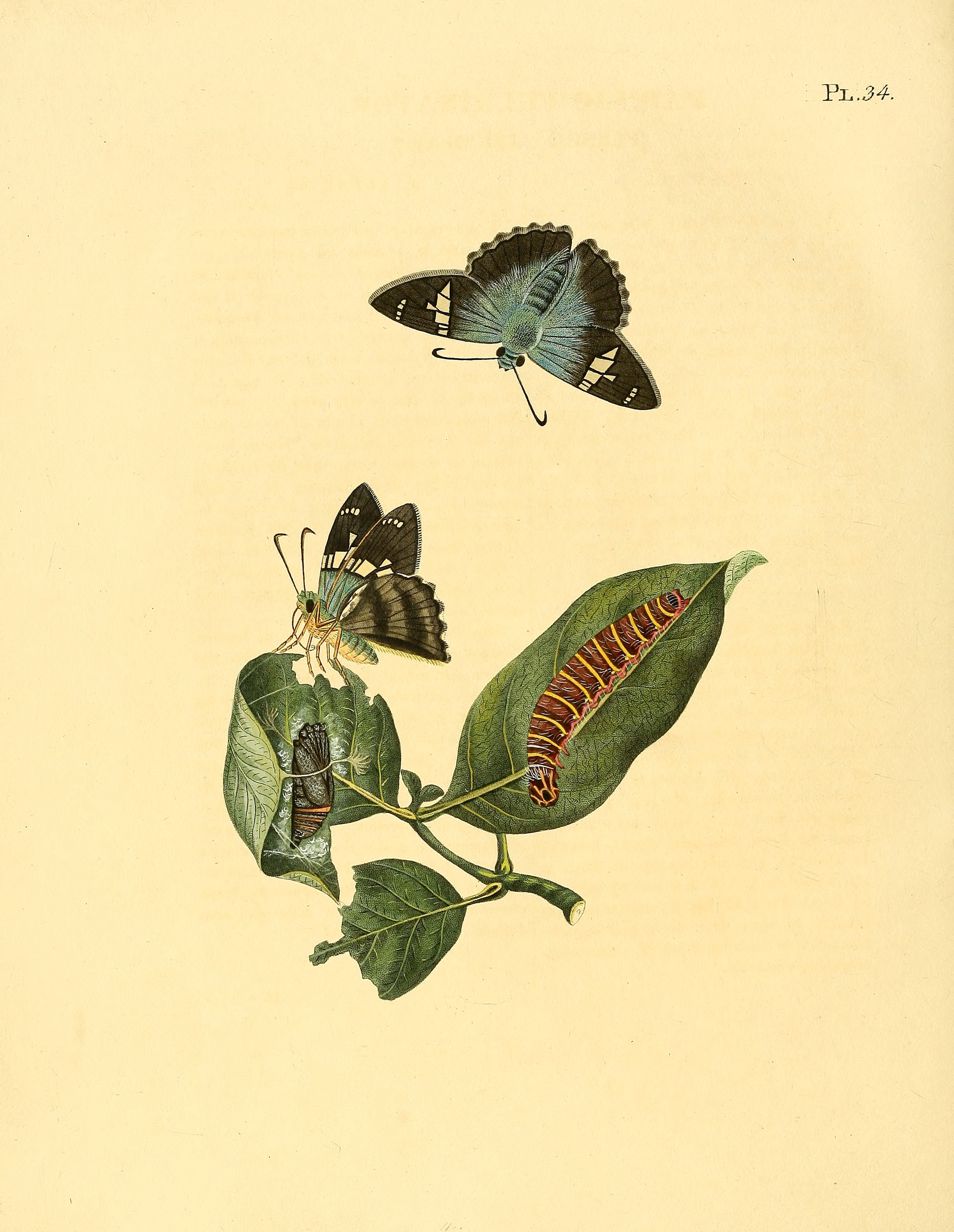
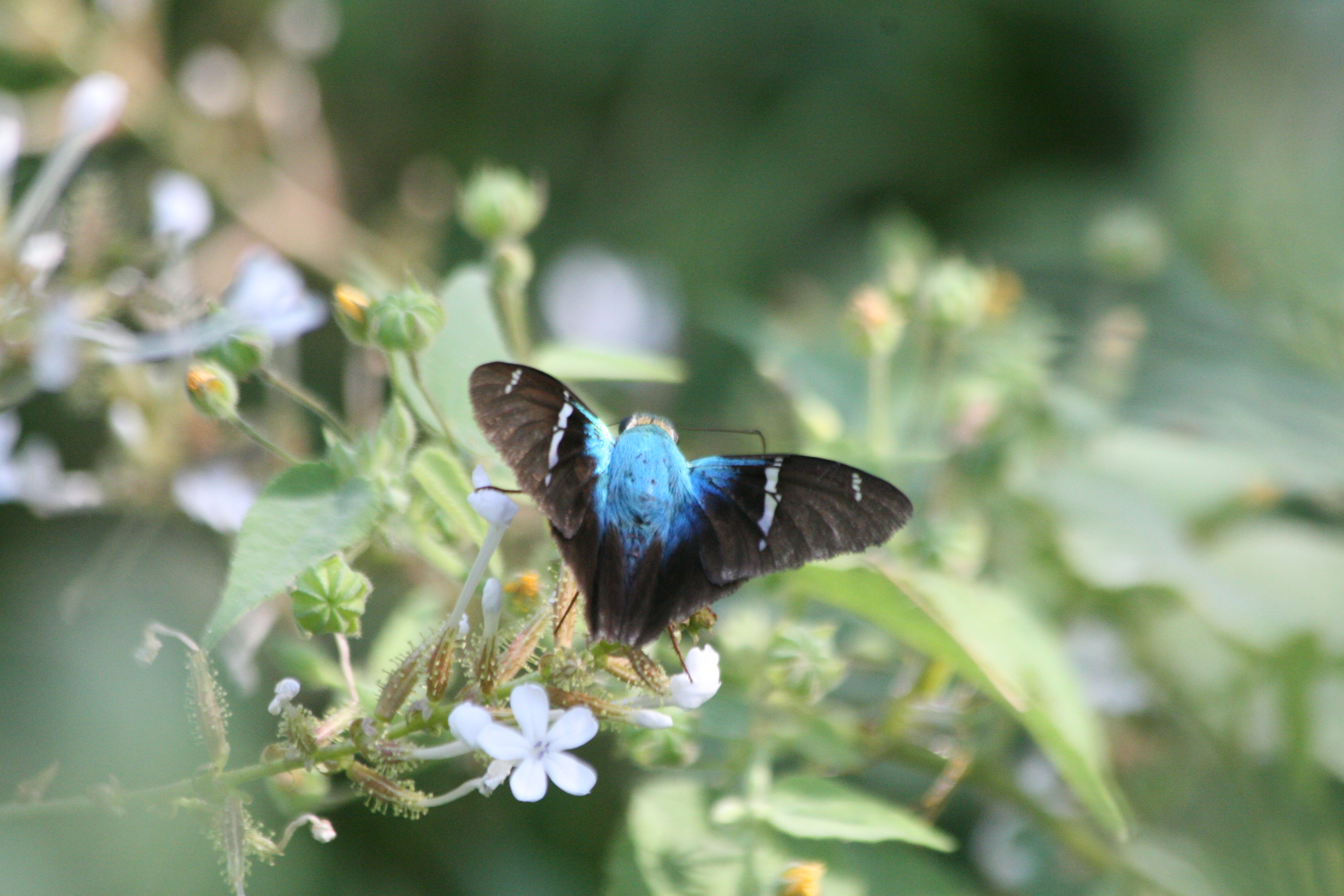

## Cước chú
1. 1 2  Herbert et al. (2004)